# NGC 146
NGC 146 là một cụm mở nhỏ trong chòm sao Tiên Hậu. Nó được John Herschel phát hiện vào năm 1829 bằng kính viễn vọng phản xạ 18,7 inch của cha mình.

## Vị trí
NGC 146 khá dễ dàng để xác định vị trí trên bầu trời, cách ngôi sao sáng Kappa Cassiopeiae nửa độ. Tuy nhiên, việc phát hiện cụm sao rất khó khăn vì cường độ biểu kiến thấp là 9,1. Độ suy giảm tương đối cao của nó khoảng 63 °Có nghĩa là nó không thể nhìn thấy dưới 27 ° S. Khoảng cách của nó được ước tính vào khoảng 3030 Parsec (9880 năm ánh sáng), nhưng có thể cách khoảng 3500 pc (11000 ly).

## Nét đặc trưng
Cụm sao này có tuổi thọ tối đa 10 triệu năm, vì có rất nhiều ngôi sao trình tự chính B -type và các ngôi sao trình tự trước chính nhưng tương đối ít các siêu sao tiến hóa. Trong số các ngôi sao lớn nhất của nó có hai ngôi sao Herbig Be.